# Braunschweigischer Gemeinde-Unfallversicherungsverband
Der Braunschweigische Gemeinde-Unfallversicherungsverband ist eine rechtsfähige landesunmittelbare Körperschaft des öffentlichen Rechts mit Selbstverwaltung. Er gehört zu den nach § 114 SGB VII aufgeführten Unfallversicherungsträgern und ist Bestandteil der Gesetzlichen Unfallversicherung.

## Aufgaben
Die Aufgaben des Verbands gliedern sich in die Bereiche Prävention sowie Rehabilitation und Leistungen. Insbesondere soll er nach Maßgabe des Siebten Buches Sozialgesetzbuch (SGB VII) mit allen geeigneten Mitteln für die Verhütung von Arbeitsunfällen, Berufskrankheiten sowie arbeitsbedingten Gesundheitsgefahren sowie für eine wirksame Erste Hilfe sorgen und nach Eintritt von Arbeitsunfällen oder Berufskrankheiten die Gesundheit und die Leistungsfähigkeit der Versicherten mit allen geeigneten Mitteln wiederherstellen und sie oder ihre Hinterbliebenen durch Geldleistungen entschädigen.
Im Rahmen der VGplus-Vereinbarung über eine Verwaltungsgemeinschaft des Gemeinde-Unfallversicherungsverbands Oldenburg, des Braunschweigischen Gemeinde-Unfallversicherungsverbands und der Unfallkasse der Freien Hansestadt Bremen nimmt die Geschäftsführung des Verbands folgende Aufgaben federführend wahr: Innenrevision, Finanzmanagement, Rehabilitation und Leistung, Haushaltshilfen, Widerspruchs- und Sozialgerichtsverfahren. Die VGplus-Gemeinschaft hat eine Vereinbarung über eine enge Zusammenarbeit mit der Feuerwehr-Unfallkasse Niedersachsen (FUK Nds) geschlossen.

## Zuständigkeitsbereich
Die örtliche Zuständigkeit des Verbandes umfasst die kreisfreien Städte Braunschweig und Salzgitter sowie die Landkreise Goslar, Helmstedt, Peine und Wolfenbüttel einschließlich deren kreisangehörige Städte und Gemeinden.

## Geschäftstätigkeit

### Unternehmen
Er ist in seinem Gebiet der zuständige Unfallversicherungsträger
- für die Unternehmen der Gemeinden und Gemeindeverbände,
- für in selbstständiger Rechtsform betriebene Unternehmen, an denen Gemeinden oder Gemeindeverbände unmittelbar oder mittelbar die Mehrheit der Kapitalanteile auf sich vereinen oder auf ihre Führungsorgane einen ausschlaggebenden Einfluss haben,
- für Körperschaften, Anstalten oder Stiftungen des öffentlichen Rechts, für die der Verband nach anderen gesetzlichen Vorschriften Versicherungsträger geworden ist,
- für Haushalte,
- für Unternehmen zur Hilfe bei Unglücksfällen, soweit für sie nicht ein anderer Träger der Unfallversicherung zuständig ist,
- fürRealverbände/Realgenossenschaften, die dem Verband zugeteilt sind,
- für sich und seine eigenen Unternehmen.

### Versicherte
In seiner Zuständigkeit gehören zum Kreis der versicherten Personen
- Beschäftigte in Gemeinden und Gemeindeverbänden soweit sie nicht in Einrichtungen des § 129 Abs. 4 SGB VII tätig sind.
- Beschäftigte in Unternehmen in selbständiger Rechtsform, die dem Braunschweigischen  Gemeinde-Unfallversicherungsverband zugewiesen wurden.
- Lernende während der beruflichen Aus- und Fortbildung in kommunalen Betriebsstätten, Lehrwerkstätten, Schulungskursen und ähnlichen Einrichtungen,
- Personen, die sich Untersuchungen, Prüfungen oder ähnlichen Maßnahmenunterziehen,
- Behinderte Menschen, die in anerkannten Werkstätten für behinderte Menschen oder in Blindenwerkstätten oder für diese Einrichtungen in Heimarbeit tätig sind,
- Kinder in Kindertageseinrichtungen i. S. des § 45 SGB VIII,
- Schüler an allgemeinbildenden und berufsbildenden Schulen,
- Studierende während der Aus- und Fortbildung an Hochschulen,
- Personen, die selbständig oder unentgeltlich, insbesondere ehrenamtlich im Gesundheitswesen oder der Wohlfahrtspflege tätig sind,
- Ehrenamtlich Tätige, soweit die Tätigkeit für eine kommunale Körperschaft, Anstalt oder Stiftung des öffentlichen Rechts erfolgt oder sie an deren Ausbildungskursen teilnehmen,
- Personen, die in Unternehmen zur Hilfe bei Unglücksfällen oder bei gemeiner Gefahr oder Not aktiv Hilfe leisten, die Blut- und Gewebe spenden, die zur Unterstützung einer Diensthandlung herangezogen werden oder eine Tätigkeit als Notärztin oder Notarzt im Rettungsdienst ausüben.,
- Personen, die an einer stationären oder teilstationären Behandlung oder an vorbeugenden Maßnahmen teilnehmen,
- Personen, die bei der Schaffung öffentlich geförderten Wohnraums im Sinne des Zweiten Wohnungsbaugesetzes im Rahmen der Selbsthilfe tätig sind, wenn öffentliche Mittel nach § 16 Abs. 1 II. WoBauG bewilligt wurden.
- Personen, die bei kurzen Bauarbeiten privater Bauherren mithelfen.
- Personen, die an Maßnahmen zur Hilfe zur Arbeit, die von den Trägern der Sozialhilfe durchgeführt werden, teilnehmen.
- Pflegepersonen nach dem Pflegegesetz.
- Personen, die in einem Freiwilligendienst aller Generationen arbeiten,
- Personen, die in Mitgliedsbetrieben des Braunschweigischen Gemeinde-Unfallversicherungsverbandes tätig werden.
- Beschäftigte des Braunschweigischen Gemeinde-Unfallversicherungsverbandes.

## Finanzierung
Die auf die Unternehmen (Städte, Gemeinden, Landkreise) entfallenden Aufwendungen werden nach der Einwohnerzahl aufgrund der jeweils aktuellen Fortschreibungszahlen der letzten Volkszählung umgelegt. Bei selbständigen Unternehmen und privaten Haushalten werden die Aufwendungen nach der Zahl der Versicherten im Jahr vor der Beitragszahlung umgelegt. Die Arbeitgeber haben für jeden in einem Kalenderjahr Beschäftigten, der in der Unfallversicherung versichert ist, zum 1. Februar des Folgejahres eine besondere Jahresmeldung zur Unfallversicherung zu erstatten.